# Ponte Palatino
Ponte Palatino, noto anche come Ponte Inglese, è un ponte che collega il lungotevere Aventino al lungotevere Ripa, a Roma, nei rioni Ripa e Trastevere.

## Descrizione
Progettato dall'architetto Angelo Vescovali, fu costruito tra il 1886 e il 1890 in sostituzione del distrutto Ponte Emilio (o Ponte Rotto); prende nome dal colle Palatino, alle cui falde è stata costruita l'infrastruttura. Il ponte collega il foro Boario a piazza Castellani, di fronte all'Isola Tiberina; è detto inglese a causa dell'organizzazione della circolazione automobilistica a sensi invertiti, come è in uso nel Regno Unito, in questo punto della città i sensi invertiti sono dovuti a una comodità urbanistica.
Presenta cinque luci in muratura con pianale in metallo ed è lungo circa 155 metri.